# 李景光 (主持人)
李景光（1940年—），臺灣女性廣播及電視節目主持人，基督徒，代表作品為主持中國電視公司益智節目《挑戰》。

## 經歷
李景光進入中視以前，曾在廣播界工作12年，做過記者、製作人、主持人，在廣播全盛時期同時兼職三家廣播電臺，擁有豐富的播音與主持經驗；進入中視以後主持的節目，除了《挑戰》以外，尚有中視第一個益智節目《上上下下》、衛生教育節目《衛生教室》、特別節目《誰能忽視我們》、特別節目《唱出我們的心聲》。
1961年，李景光進入演藝圈。李景光與第一任丈夫育有2女，第一任丈夫曾是國防部情報局上校。李景光的第一任丈夫在朋友慫恿下，以李景光的名義開餐廳，一年內慘賠新臺幣270萬元；李景光花了10年才償債完畢，並與第一任丈夫離婚。1980年，李景光與反共義士之一的體操教練王品義結婚，但兩人婚後只有真正相處半年；後來王品義為了在中國大陸的親人，屢次向李景光借錢，也不回家與她同居；2004年，李景光寄發存證信函給王品義，表示離婚。李景光在60歲時從中視退休。李景光比王品義小7歲，他們的相識起於中視社會服務部職員兼臺北市體育會體操委員會幹事吳學宏的一句話「你倆交個朋友吧」。
1969年，中視籌備成立時，曾經在中央廣播電臺和李景光共事的中視節目部組長黃偉舜曾口頭徵詢李景光有無意願主持電視節目，黃偉舜還立即邀李景光到中視節目部和某製作人面談。李景光從芝山岩趕到中視，不料這位製作人未赴約，坐在李景光旁邊的製作人陳德利過來和李景光聊天，李景光苦等40分鐘後離開。幾天後，陳德利打電話邀請李景光主持他構想已久的《上上下下》，李景光表示同意，李景光從此成為電視節目主持人。
演戲不是李景光的專長，但李景光曾參演中視第一部連續劇《晶晶》與中視連續劇《無名客》。1982年，李景光榮獲第17屆金鐘獎電視金鐘獎教育文化節目主持人獎。
2013年2月9日，中華電視公司播出除夕特別節目《永遠的星星》，李景光出席並接受主持人曹啟泰訪問。2013年3月，李景光與華視新聞主播曾俞維共同主持華視節目《圓夢廚房》，這是李景光從中視退休後宣告復出之作。2013年4月2日，李景光與勾峰聯袂出席佛光山開山宗長釋星雲新書《百年佛緣》發表會，朗誦釋星雲的現代詩作品〈人間佛緣—百年仰望〉；勾峰說，本來他擔心篤信基督教的李景光會拒絕朗誦此詩，「沒想到她竟然毫不遲疑地答應」。
李景光的女兒趙筱瓏是臺灣電視節目主持人。

## 作品
主持
- 中視兒童節目《母子樂園》
- 中視節目《金牌廚師》
- 中視工業報導節目《工業世界》
- 中視社教節目《一分一秒》
- 中視社教節目《分秒世界》
- 中視綜藝節目《海天世界》
- 中視綜藝節目《藍白對抗》
- 中視綜藝節目《歡樂假期》
- 中視綜藝節目《真善美》
- 中視綜藝節目《每日一星》
- 中視綜藝節目《你所喜愛的歌》
- 中視綜藝節目《美力競賽》
- 中視益智節目《上上下下》
- 中視1977年歌唱比賽節目《六十六年全國歌唱大賽》
- 中視衛生教育節目《嬰兒與母親》
- 中視衛生教育節目《兒童健康大賽》
- 中視衛生教育節目《衛生教室》
- 中視特別節目《誰能忽視我們》
- 中視特別節目《唱出我們的心聲》
- 中視婦女節目《美好時光》[7]
- 中視1986年特別節目《萬聖賜福》（苗栗縣大湖鄉萬聖宮建廟一百週年迎神賽會，與柳哥主持）[8]
- 中視衛生教育節目《嬰兒與母親》（1986年版）[8]
- 中視1986年特別節目《玉清宮民俗燈謎晚會》（苗栗玉清宮元宵節晚會，與柳哥主持）[8]
- 中視1986年特別節目《國慶全民遊藝表演》（中華民國國慶總統府前民間遊藝表演大會）[8]
- 中視1986年婦女節目《現代婦女雜誌》（每週四主持）[9]
- 華視《圓夢廚房》（與曾俞維主持）
- 鳳鳴廣播電台《鳳鳴高崗》

旁白
- 中視益智節目《大家一起來》1000集精彩片段集旁白[10]

電視劇
- 中視連續劇《晶晶》飾演胡母
- 中視連續劇《無名客》